# 尼德兰贸易公司

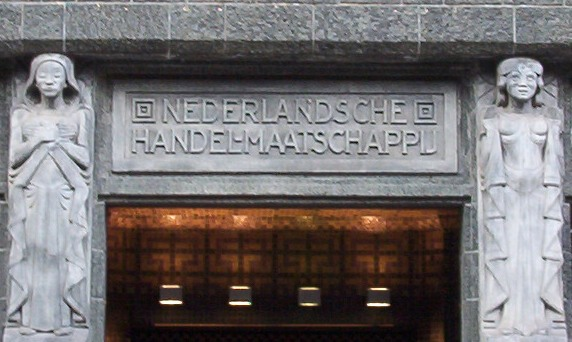
阿姆斯特丹市档案馆门口上的原尼德兰贸易公司的匾额，档案馆所在的德巴泽尔大楼原是尼德兰贸易公司的总部

尼德兰贸易公司（缩写为NHM），尼德兰国王威廉一世于1824年为促进贸易、航运和农业的发展而建立的一家贸易公司。该公司于其成立的140年里，在全球建立了庞大的分支机构并逐渐倾向于其金融业务，最终于1964年与屯特银行合并为荷兰通用银行，是荷兰银行的主要前身之一。

## 历史

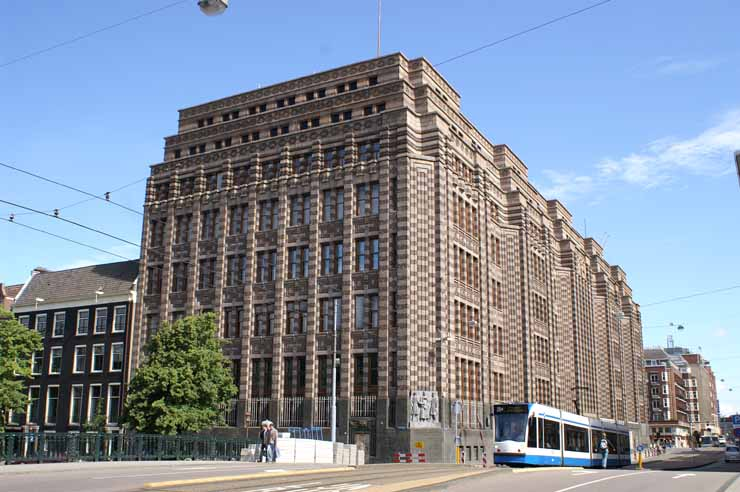
坐落于阿姆斯特丹费泽尔街32号的德巴泽尔大楼 (阿姆斯特丹)曾是尼德兰贸易公司的总部。

1824年5月9日，尼德兰国王威廉一世在海牙宣布成立尼德兰贸易协会股份有限公司，但有关建立公司的王室法令是于1824年3月29日通过的。根据法令，该公司的成立是为了促进贸易、航运、造船、渔业、农业和工业的发展，还是为了充当国王调控经济的杠杆。实际上，该公司通过搜集信息和寻找新市场来扩展商贸业务及其航运和金融业务，与荷兰政府关系密切，在荷兰与荷属东印度之间的贸易发展中起到了重要作用。
尼德兰贸易公司常被视为荷属东印度公司的继任者，两者都是受荷兰王室影响的股份制私营企业。成立尼德兰贸易公司也的确是为了复苏1795至1813年法国占领荷兰期间陷入低迷的荷兰与荷属东印度之间的商贸。在成立之初的几个世纪，尼德兰贸易公司致力于成为一家全球性的进出口公司，在世界各地扩张贸易关系。但在南美、墨西哥和地中海东部地区遭受了惨重的损失后，该公司不得不专注于荷属东印度地区。贸易的主要物品是产自荷属东印度群岛的咖啡、甘蔗、靛蓝、香料、烟草等商品。1827年，作为第一大股东的威廉一世更是给予了该公司鸦片专营权。
在成立后的很长一段时间里，尼德兰贸易公司的发展重点都是在荷属东印度而非荷兰本土。该公司在东印度的各分支机构从1880年开始逐渐转向银行业，1900年前后其本土分支机构也转向银行业。1909年至1946年间，该公司在上海的支行曾以“上海和囒银行”为名发行过自己的纸币。1949年，该公司兼并苏里南银行，使其成为自己的子公司。1958年，该公司在其种植园业务国有化后成为了一个成熟的银行。
1957年12月9日发表联合声明，印度尼西亚宣布对小公银行的雅加达总行和在其他地方的分行实行军事管制。1960年印尼政府将尼德兰贸易公司在该国的产业国有化，成立了印度尼西亚进出口银行。1963年，尼德兰贸易公司在吉隆坡建立马来西亚总部。1964年，尼德兰贸易公司与屯特银行合并为荷兰银行主要前身之一的荷兰通用银行。

## 总部大楼
该公司原先的总部德巴泽尔大楼坐落于阿姆斯特丹费泽尔街32号，后来成了阿姆斯特丹市档案馆。

## 分支机构
| 所在地       | 简介 |
| ------------ | --- |
| 巴达维亚     | 1826年在荷属东印度巴达维亚（今印度尼西亚雅加达）在建立办事处。该公司在印尼机构称荷兰小公银行，总行在雅加达 |
| 新加坡       | 1858年在英国海峡殖民地新加坡（今新加坡）建立分公司                                                         |
| 槟城         | 1888年在英国海峡殖民地槟城（今马来西亚槟城）建立分公司                                                     |
| 香港         | 1889年在英属香港（今中国香港）建立分公司                                                                   |
| 上海         | 1903年在中国上海建立分行，称“上海和囒银行”，曾发行于1909年至1946年间发行过纸币:2-4                         |
| 孟买         | 1920年在英属印度的孟买和加尔各答建立分公司，主营钻石业务                                                   |
| 加尔各答     | 1920年在英属印度的孟买和加尔各答建立分公司，主营钻石业务                                                   |
| 吉达         | 1926年在沙特阿拉伯吉达建立分公司，称“沙特荷兰银行”，该行是沙特第一家，也是1948年之前的惟一一家商业银行。   |
| 纽约         | 1941年在美国纽约建立代理处                                                                                 |
| 苏里南       | 1948年尼德兰贸易公司取得了苏里南银行的所有权，并于1951年将苏里南银行总部从阿姆斯特丹迁至帕拉马里博。       |
| 卡拉奇       | 1948年在巴基斯坦卡拉奇建立分行，成为首家从新成立的巴基斯坦政府手中得到银行许可的外国银行                   |
| 蒙巴萨       | 1951年在肯尼亚蒙巴萨建立分公司                                                                             |
| 达累斯萨拉姆 | 1951年在坦桑尼亚达累斯萨拉姆建立分公司                                                                     |
| 贝鲁特       | 1954年在黎巴嫩贝鲁特建立分公司                                                                             |
| 坎帕拉       | 1954年在乌干达坎帕拉建立分公司                                                                             |

## 历任总裁
| 在任年份  | 总裁                              |
| --------- | --------------------------------- |
| 1824-1827 | Willem Gerrit van der Poll        |
| 1827-1832 | 格里特·希默尔彭宁克               |
| 1833-1844 | Hendrik Christiaan van der Houven |
| 1844-1850 | Frederic van der Oudermeulen      |
| 1850-1874 | Engel Pieter de Monchy            |
| 1874-1889 | Nicolaas Trakranen                |
| 1889-1900 | Fokko Alting Mees                 |
| 1900-1907 | Balthasar Heldring                |
| 1907-1913 | Jacob Theodoor Cremer             |
| 1913-1934 | Cornelis Johannes Karel van Aalst |
| 1934-1939 | Daniël Crena de Iongh             |
| 1939-1945 | Ernst Heldring                    |
| 1945-1947 | Henri Giel                        |
| 1947-1948 | K.F. Zeeman                       |

## 图集

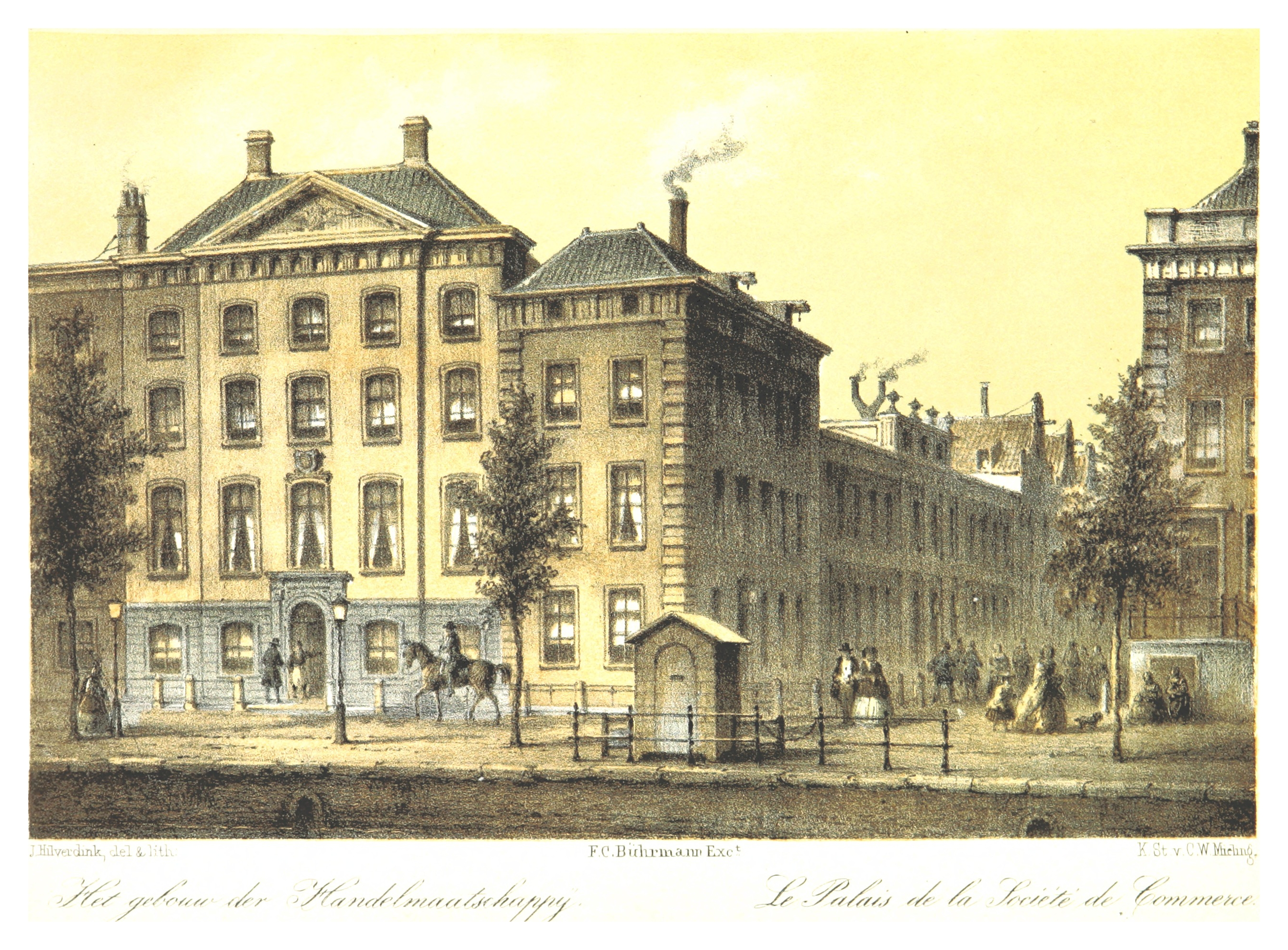
1860年的总部大楼
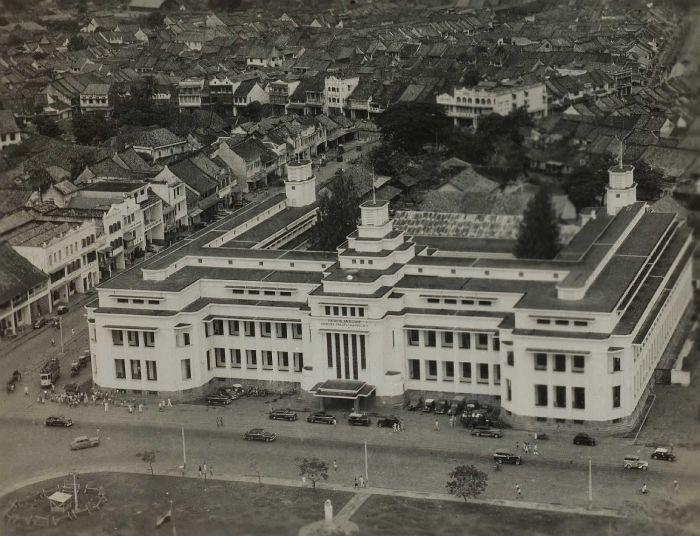
巴达维亚（雅加达）的尼德兰贸易公司大楼
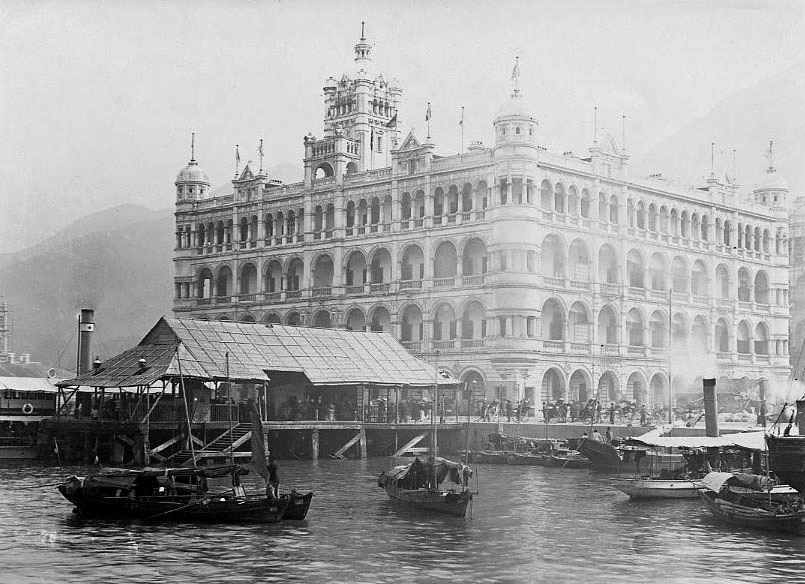
尼德兰贸易公司香港分支位於中環皇后行二樓
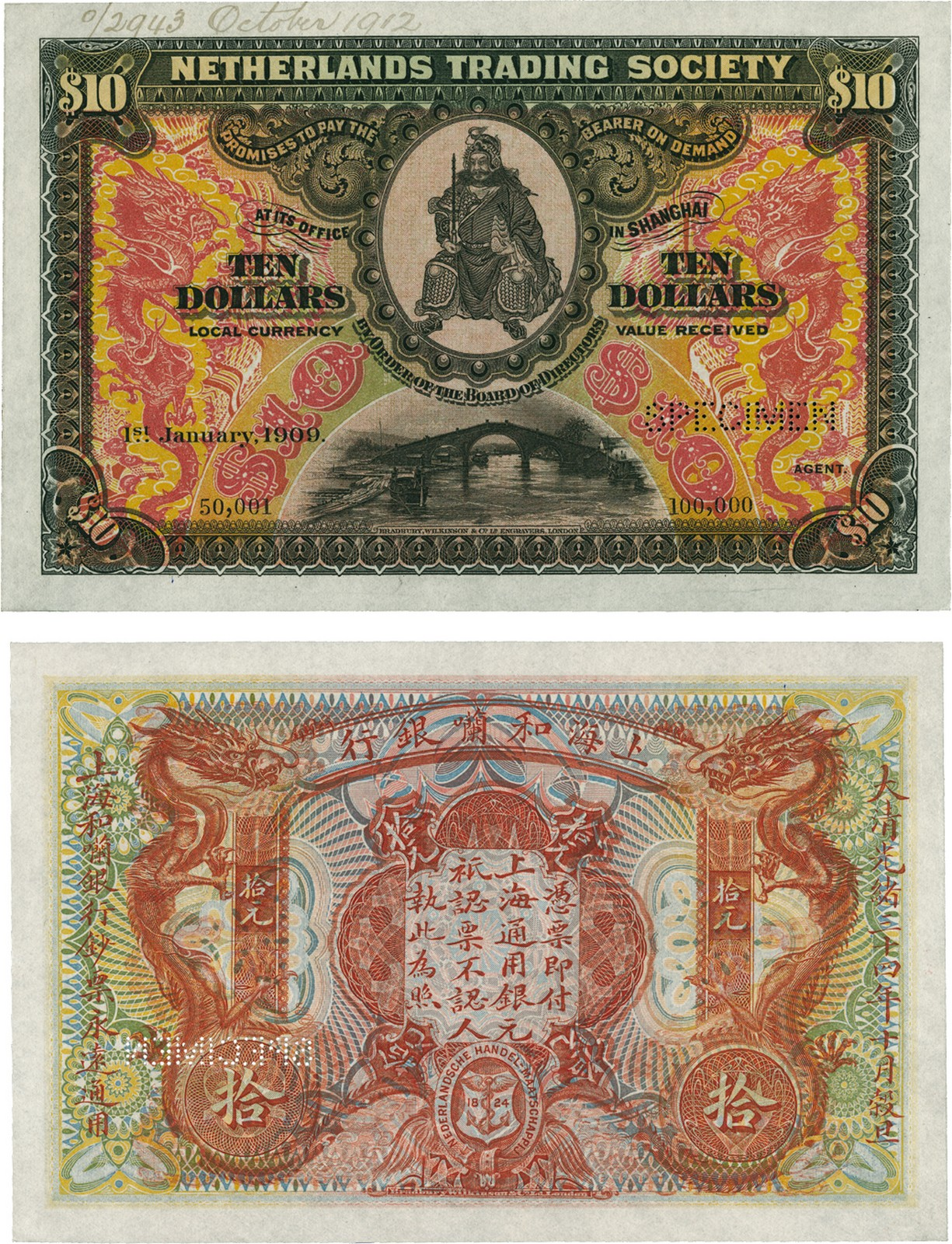
上海和囒银行发行的纸币